# A181 (Russland)
Die A181 Skandinawija (russisch A181 «Скандинавия») ist eine Fernstraße in Russland.
Die A181 ist Teil der Europastraße E18 und des Asian Highway AH8. Sie beginnt in Sankt Petersburg an der Ringautobahn A118 und führt über Sestrorezk in nordwestlicher Richtung nach Wyborg bis zur finnischen Grenze. Die A181 ist zwischen Sankt Petersburg und Wyborg als autobahnähnliche Straße ausgebaut. Für die Zukunft ist geplant, die A181 bis zur finnischen Grenze als autobahnähnliche Straße auszubauen.
Bis 2010 trug die A181 die Nummer M10, die früher durchgehend von Moskau bis zur finnischen Grenze verlief.